# Хайнрих III фон Валдек
Хайнрих III фон Валдек (на немски: Heinrich III von Waldeck; * ок. 1225/1230; † 1267) от Дом Валдек е граф на Валдек. Той е син на граф Адолф I фон Валдек и Шваленберг († 1270) и първата му съпруга София († 1254).
Баща му е основател на графство Валдек. Хайнрих е съ-регент с баща си, умира три години преди баща си. Брат му Видукинд († 1269) става 1256 г. духовник и през 1265 г. епископ на Оснабрюк. Хайнрих с баща си и брат си Видукинд помага на ландграф Хайнрих I фон Хесен в успешната му борба с епископ Симон от Падерборн.
Хайнрих III фон Валдек умира през 1267 г. и е погребан в манастир Нетце.

## Фамилия
Хайнрих III се жени на 4 септември 1263 г. за Мехтхилд фон Куик-Арнсберг (* ок. 1235; † сл. 13 август 1298), наследничка на Вевелсбург, дъщеря на граф Готфрид III фон Арнсберг(† 1284/1287) и графиня Аделхайд фон Близкастел († 1272). Двамата имат децата:
- Адолф II (* ок. 1250; † 13 декември 1302), през 1270 – 1276 г. граф на Валдек, отказва се, от 1301 г. епископ на Лиеж
- Готфрид (* ок. 1255/1260; † 14 май 1324), от 1304 г. епископ на Минден
- Ото I (* 1250; † 11 ноември 1305, убит в плен), от 1275/1276 г. наследява брат си Адолф II като граф на Валдек, женен пр. 24 ноември 1276 г. за ландграфиня София фон Хесен (* 1264 † ок. 12 август 1331), дъщеря на ландграф Хайнрих I фон Хесен
- Аделхайд (* ок. 1264; † между 17 август 1339 и 5 август 1342), омъжва се 1276 г. за Симон I фон Липе († 1344)
- Хайнрих фон Валдек († сл. 1279), каноник във Фритцлар (1266 – 1274), катедрален приор в Падерборн (1266 – 1279)